# Lawyer
Lawyer (advocat), també Hal-hal-tlos-tsot o Aleiya (c.1797-1876) fou el cap dels nez percés més famós després de Chief Joseph. El seu nom ja apareix el 1836 en una trobada amb Marcus Whitman, i rebé aquest nom per la seva eloqüència. El 1855 participà en la Convenció de Walla Walla i signà el Tractat de Stevens, obtenint una reserva a la major part del seu territori, entre els rius Clearwater i Salmon, alhora que fou reconegut com a cap. El 1863, però, signaria noves cessions de terres ratificades el 1868, cosa que Old Joseph no acceptà i el considerà un traïdor. Per això el 1872 fou desplaçat per Chief Joseph com a únic cap de la tribu.